# Arc reflex
L'arc reflex és el trajecte que realitza l'energia i l'impuls nerviós d'un estímul per dues o més neurones. La medul·la espinal rep els impulsos sensitius de l'organisme i els envia al sistema nerviós central (vies aferents), el qual envia impulsos motors a la medul·la (vies eferents) que els envia, al seu torn, als òrgans a través dels nervis espinals. Un cop rebuda l'ordre, l'òrgan o el receptor d'aquesta instrucció, executa l'ordre.
Si només intervenen en aquest procés dues neurones, la sensitiva i la motora, l'arc reflex serà simple. Si, en canvi, hi ha altres neurones en aquest procés, l'arc reflex serà compost. Les neurones que queden al mig s'anomenen intercalars o interneurones.
L'arc reflex és el trajecte que realitzen un o més impulsos nerviosos del cos. És una resposta a un estímul com els cops o el dolor. És una unitat funcional que es produeix com a resposta a estímuls específics recollits per neurones sensorials. Sempre significa una resposta involuntària i, per tant, automàtica, no controlada per la consciència.
Hi intervenen diverses estructures nervioses:
1. Receptors sensitius
2. Vies nervioses sensitives (aferents)
3. Modulador
4. Vies nervioses motores (eferents)
5. Efectors

L'arc reflex és diferent que l'acte reflex. L'arc reflex és el conjunt d'estructures i l'acte reflex és l'acció que realitzen aquestes estructures.
Per comprendre les característiques morfofuncionals d'aquest important sistema és necessari conèixer les particularitats de l'arc reflex autònom i les seves diferències amb el somàtic. En els components aferents i intercalants dels dos arcs són molt similars, però el component eferent és el que presenta les majors diferències pel que fa a l'arc reflex somàtic que està constituït per dues neurones, la primera situada en els nuclis intermedi laterals de les banyes laterals de la substància grisa de la medul·la espinal o en nuclis autònoms a nivell del tronc encefàlic relacionats amb nervis cranials però sempre dins del sistema nerviós central.
La segona neurona està situada perifèricament en ganglis autònoms d'un o altre tipus, paravertebrals, prevertebrales, preorgánics i intraorgànics, d'aquesta manera entre el centre nerviós autònom i l'òrgan efector ha un gangli, i la via eferente constituïda per dos tipus de fibres, una situada abans del gangli (la preganglionar) i una altra a partir del gangli (la postganglionar).